# Papilionanthe greenii
Papilionanthe greenii  (лат.) — вид однодольных растений рода Papilionanthe семейства Орхидные (Orchidaceae). Под текущим таксономическим названием был описан американо-венгерским ботаником Лесли Эндрю Гараем в 1974 году.
Первоначально был описан под названием Aerides greenii W.W.Sm.basionym.

## Распространение, описание
Эндемик Бутана.
Хамефит. Растение до 20 см высотой. Стебель стройный, крепкий. Листья цилиндрические, мясистые, заострённые, размером 6—10×0,3 см. Соцветие несёт один цветок диаметром менее 2 см; чашелистики с фиолетовыми прожилками, губа кремово-белая с фиолетовыми и ярко-жёлтыми пятнами.